# Authentic symphony
「Authentic symphony」（オーセンティック・シンフォニー）は、ちょうちょの2枚目のシングル。2011年10月26日にLantisから発売された。

## 概要
前作「カワルミライ」から約3ヶ月ぶりのリリースであり、2011年2作目のシングル。前作はGloryHeavenレーベルからのリリースだったが、本作からはLantisレーベルからのリリースとなった。
表題曲「Authentic symphony」は、テレビアニメ『ましろ色シンフォニー -The color of lovers-』のオープニングテーマとして使用された。自身の楽曲がテレビアニメの主題歌に使用されるのは前作「カワルミライ」から2作連続。
カップリング曲の「虹の朝に」は、テレビアニメ『ましろ色シンフォニー -The color of lovers-』のPV第1弾のプロモーションソングとして使用された。
ジャケットデザインは、前作と異なりイラストではなく自身が写っているジャケットになっており、撮影は狭いコーナーに追い込まれる様なイメージで行われたと語っている。また、ジャケット撮影は当初のイメージと異なる写真になってしまった為撮り直しを行った。
表題曲「Authentic symphony」には、PVが製作されており、テーマは使用された『ましろ色シンフォニー』に合わせた「白」であった。また、2011年10月25日にはYouTubeのLantis公式ちゃんねる『Lantisちゃんねる』からPVのフルサイズバージョンが配信された。
公の場での楽曲の初披露は、2011年9月25日に開催されたテレビアニメ第1話の先行上映会で楽曲披露を行った。
本作の発売を記念した発売記念イベントが2011年11月13日にAKIHABARAゲーマーズ本店で開催し、ミニライブとサイン会を行った。なお、これがちょうちょにとって初の発売記念イベントとなる。

## チャート成績
2011年11月7日付のオリコン週間シングルチャートで29位を獲得。初動売上は3,387枚を記録し前作から約0.1万枚減少したが、週間チャートの自己最高順位を更新した。デイリーシングルチャートでは、10月25日付で30位、10月26日付で22位、10月27日付で32位にランクインしたが、10月28日付のチャートで17位を獲得しデイリーチャートでの最高位を更新した。チャート登場回数は8回。累計7,439枚のセールスを記録した。
2011年11月7日付のBillboard JAPAN Hot Singles Salesで27位、Billboard Hot Animationで18位を獲得した。なお、同チャートへのランクインは前作「カワルミライ」から2作連続。また、2011年10月26日から11月1日調査分のRIAJ有料音楽配信チャートで94位、2011年11月5日放送分のCOUNT DOWN TV内のThis Week's TOP 100で76位を獲得した。
ドワンゴが運営しているウェブサイトの2011年度年間ランキングでは、「アニメロ★うた 着うた」で69位、「超!アニメロ 着うたフル」で87位を獲得した。

## 批評
CDジャーナルは、「心に真っ直ぐ届くリアルさが感じられるヴァーチャルな雰囲気の曲である。」と評した。

## 収録曲
1. Authentic symphony [4:32]
作詞：こだまさおり、作曲・編曲：虹音
テレビアニメ『ましろ色シンフォニー -The color of lovers-』オープニングテーマ
美麗なポップス調に仕上がっている[12]。
2. 虹の朝に [4:09]
作詞・作曲：渡辺翔、編曲：清水哲平
テレビアニメ『ましろ色シンフォニー -The color of lovers-』PV第1弾プロモーションソング
インターネットラジオ『ぬこラジ！〜ぬくもりが恋しくなるラジオ〜』オープニングテーマ
キラキラした可愛い曲調に仕上がっている[13]。
3. Authentic symphony（inst）
4. 虹の朝に（inst）

## 演奏
Authentic symphony
- 遠山哲朗：Guitar
- 渡辺等：Bass
- 宮田繁男：Drums
- 虹音：All Other Instruments, Programming

虹の朝に
- 清水哲平：Guitar, All Other Instruments, Programming
- 田辺トシノ：Bass
- 宮田繁男：Drums

## 収録アルバム
| 曲名               | アルバム                                                       | 発売日        | 備考                     |
| ------------------ | -------------------------------------------------------------- | ------------- | ------------------------ |
| Authentic symphony | 『flyleaf』                                                    | 2012年8月8日  |                          |
| Authentic symphony | 『ChouCho ColleCtion "bouquet"』                               | 2016年5月25日 |                          |
| Authentic symphony | 『ChouCho the BEST』                                           | 2021年12月8日 |                          |
| Authentic symphony | ましろ色シンフォニー オリジナルサウンドトラック ましろ色の旋律 | 2012年1月25日 | 「TV Size Ver.」で収録。 |
| 虹の朝に           | 『flyleaf』                                                    | 2012年8月8日  |                          |